# Det Kriminalpræventive Råd
Det Kriminalpræventive Råd er et uafhængigt sagkyndigt råd, der har til formål at fremme et trygt samfund ved at forebygge og oplyse om kriminalitet. Rådet har knap 60 medlemmer, der repræsenterer de centrale aktører i arbejdet med kriminalitet og forebyggelse af kriminalitet i samfundet.
Rådet blev nedsat i 1971 som følge af en voldsom stigning i kriminaliteten.
Rådets formand er Erik Christensen. Næstformand er vicedirektør Thomas Brenøe, Forsikring og Pension.

## Udvalgte udgivelser
- Flemming Balvig (juli 2015), Kriminalitetsudviklingen, Det Kriminalpræventive Råd, ISBN 978-87-92966-30-8, Wikidata  Q64587151
- Kriminalitet og etniske minoriteter, Det Kriminalpræventive Råd, marts 2019, ISBN 978-87-92966-60-5, Wikidata  Q98271147
- Kriminalitet og forebyggelse: Få en introduktion til kriminalitetsteorien om 'Situationel handling', 2020, Det Kriminalpræventive Råd i samarbejde Per-Olof Wikström

### Årsberetninger
- Det Kriminalpræventive Råd (marts 2018), Årsberetning 2017, Det Kriminalpræventive Råd, ISBN 978-87-92966-50-6, Wikidata  Q99337852
- Det Kriminalpræventive Råd (april 2017), Årsberetning 2016, Det Kriminalpræventive Råd, ISBN 978-87-92966-45-2, Wikidata  Q105919947